# Grabów nad Prosną (gmina)
Pour l’article homonyme, voir Grabów nad Prosną.
Grabów nad Prosną est une commune urbaine-rurale de la Voïvodie de Grande-Pologne et du powiat d'Ostrzeszów. Elle s'étend sur 12,36 km2 et comptait 7 899 habitants en 2010.

## Géographie
| - Plan de la gmina. - Situation de la gmina dans le powiat. |